# Östliche Honigbiene
Die Östliche Honigbiene (Apis cerana), auch Asiatische oder früher Indische Honigbiene genannt, ist eine der acht in Asien vorkommenden Arten der Gattung der Honigbienen. Sie ist das östlich-asiatische Pendant zur Westlichen Honigbiene (Apis mellifera) und gilt als ursprünglicher Wirt der parasitären Varroamilbe.

## Merkmale

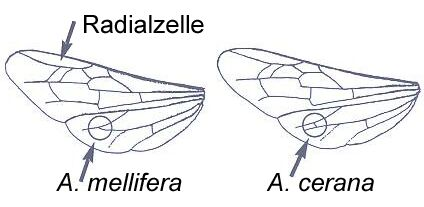
Flügeladerung von Apis mellifera und Apis cerana im Vergleich. Unterschiedliche Aderung im Hinterflügel (Kreis)

Apis cerana ist in den meisten Merkmalen äußerst ähnlich zu ihrer Schwesterart Apis mellifera und auf den ersten Blick nicht von ihr zu unterscheiden. Oft wird angegeben, sie wäre etwas kleiner als diese, diese Angabe ist aber unzuverlässig, sie gilt nur beim Vergleich der (relativ großen) europäischen Rassen der westlichen Honigbiene, wobei die Größen stark überlappen. Verlässliche Unterscheidungsmerkmale sind: Im Hinterflügel besitzt die Radialader einen Fortsatz, der bei der westlichen Honigbiene fehlt. Auf dem Hinterleib sind die Tergite eins bis sechs kurz filzig behaart („tomentiert“), bei der westlichen Honigbiene nur die ersten fünf. Bei den Drohnen besitzt der Endophallus des Aedeagus eine chitinisierte Platte, die A.mellifera-Drohnen nicht aufweisen. Daneben existieren eine Reihe weiterer, in der Verwendung unsicherer Merkmale: Am Kopf ist das Labrum einfarbig gelb oder braun gefärbt, nicht dunkel oder dunkel mit gelber Zeichnung. Am Labialpalpus ist das vierte Glied etwas länger als das dritte, nicht genauso lang. Bei den Drohnen besitzt die Tibia der Hinterbeine eine Längsgrube, die A.mellifera-Drohnen fehlt. Die Anzahl der Hamuli (kleiner Häkchen am Hinterflügel, die die Flügel im Flug aneinander koppeln) beträgt im Mittel 18, weniger als bei A.mellifera (dort etwa 21).

## Verbreitungsgebiet
Das Verbreitungsgebiet der Art liegt in Ostasien, nördlich bis in die russische Region Primorje, die japanische Insel Honshū und dem Himalaya, südlich bis zu den Sundainseln (nur westlich der Wallace-Linie), im Südwesten bis zur Insel Sri Lanka, nordwestlich bis zum Westen Afghanistans (Provinz Herat). Das natürliche Verbreitungsgebiet von Apis cerana und Apis mellifera ist in Zentralasien, zwischen dem Westen Afghanistans und dem Osten des Iran, in einer Region mit wüstenartigem Klima, durch eine Verbreitungslücke getrennt, in der von Natur aus keine Bienen vorkommen. Diese Verbreitungslücke ist etwa 360 bis 600 Kilometer breit. Im Jahr 2003 wurde aus dem Tian-Shan-Gebirge in Zentralasien, nördlich des Verbreitungsgebiets der Östlichen Honigbiene, ein autochthones Vorkommen der Westlichen Honigbiene (in der neuen Unterart pomonella) beschrieben, so dass die genaue Verbreitungsgrenze in dieser wenig untersuchten Region noch zweifelhaft ist.
Das Verbreitungsgebiet der Östlichen Honigbiene umfasst also unter anderem fast ganz China (mit Ausnahme des wüstenartigen Nordwestens), ganz Indien und Hinterindien und den größten Teil des Malaiischen Archipels.

## Unterarten
Die Gliederung der Östlichen Honigbiene Apis cerana in Untergruppen ist schwierig und zwischen verschiedenen Wissenschaftlern umstritten. Nach Engel werden acht Unterarten unterschieden (die allerdings von anderen Bearbeitern teilweise anders abgegrenzt oder sogar ganz bestritten werden:
- Apis cerana cerana (Radoszkowski, 1877), heimisch in Afghanistan, Süd- und Zentral-China, Taiwan und Nordvietnam
- Apis cerana heimifeng (Engel, 1999), heimisch in höheren Regionen Zentralchinas
- Apis cerana himalaya, auch Apis cerana skorikovi (Ruttner, 1987), heimisch in der Himalaya-Region von 1900 bis 4000 m Höhe
- Apis cerana indica (Radoszkowski, 1877), heimisch auf dem indischen Subkontinent, Burma, Malaysia, Indonesien und den Philippinen. Nathan Lo und Kollegen[5] schlagen allerdings anhand genetischer Daten sogar vor, die Unterart Apis cerana indica als eigene Art Apis indica aufzufassen.
- Apis cerana japonica (Radoszkowski, 1877), heimisch in Japan
- Apis cerana javana (Enderlein, 1906), heimisch von Java bis Timor
- Apis cerana johni  (Skorikov, 1929), heimisch auf Sumatra
- Apis cerana nuluensis (Asiatische Bergbiene, Tingek, Koeniger und Koeniger, 1996), heimisch in Malaysia und Borneo ausschließlich in Bergwäldern ab 1800 m bis 3400 m Höhe. Laut Engel handelt es sich bei dieser Biene nicht um eine eigenständige Art. Trotzdem wird in vielen Veröffentlichungen neueren Datums noch der bisherige lat. Name Apis nuluensis und nicht Apis cerana nuluensis verwendet.

## Verwendung in der Imkerei
In China z. B. werden etwa 2 Millionen Bienenvölker in Bienenstöcken gehalten, aber es werden auch wilde Völker geplündert (Honey hunting). In vielen Gebieten Asiens – meist als bäuerlicher Nebenerwerb – werden Rassen der Östlichen Honigbiene traditionell in Klotzbeuten oder Bienenwänden gehalten, zum Beispiel in Japan. Wegen der höheren Effektivität werden diese Bienen inzwischen zunehmend auch in Magazin-Beuten gehalten. Trotz geringeren Durchschnittsertrages ist die Östliche Honigbiene in vielen Gebieten wegen besserer klimatischer Anpassung und Toleranz gegen Varroabefall (keine teure und aufwändige Bekämpfung erforderlich) die bessere Wahl. In neuerer Zeit wird das Wirtschaften mit Magazinbeuten von den entwickelten Gebieten auch durch Entwicklungshilfe auf ländliche unterentwickelte Gebiete ausgedehnt.

## Natürliche Feinde
Anders als die Westliche Honigbiene lebt die Östliche Honigbiene mit der Varroamilbe in einem angepassten und ausgeglichenen Verhältnis. Durch verschiedene Abwehrmechanismen, wie z. B. Putzverhalten und kürzere Verdeckelungsdauer der Arbeiterinnenbrut, kann sich bei ihr diese Milbe nur in der Drohnenbrut und auch nur in beschränkter Zahl vermehren. Eine Behandlung der Varroamilbe ist deshalb in diesen Völkern nicht notwendig. Im Osten der Sowjetunion kam es bereits 1952 zum Wirtswechsel von Apis cerana auf Apis mellifera. Man kann davon ausgehen, dass ein weiterer solcher Wirtswechsel ungefähr 1957 auch in Japan stattgefunden hat.
Gegen Angriffe von Hornissen, wie beispielsweise der Asiatischen Riesenhornisse, wehrt sich die Östliche Honigbiene mithilfe der Hitzekugel. Damit ist sie das einzige staatenbildende Insekt, das sich gegen die Riesenhornisse verteidigen kann.

Verbreitungsgebiet von Apis cerana
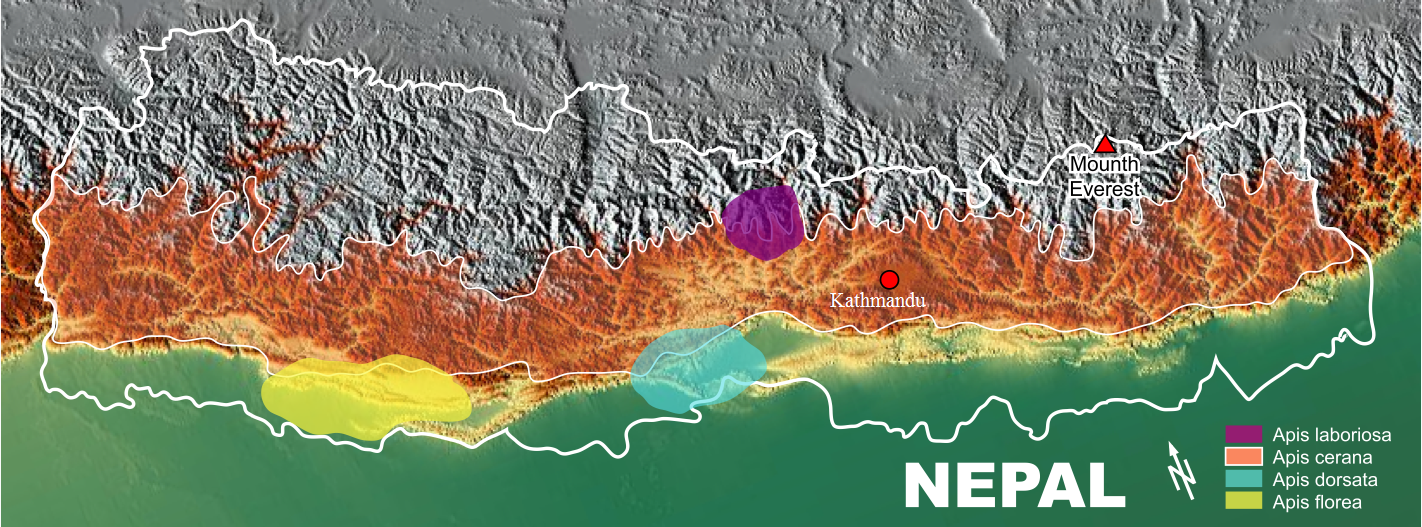
Verbreitung von Apis cerana in Nepal (rote Fläche)
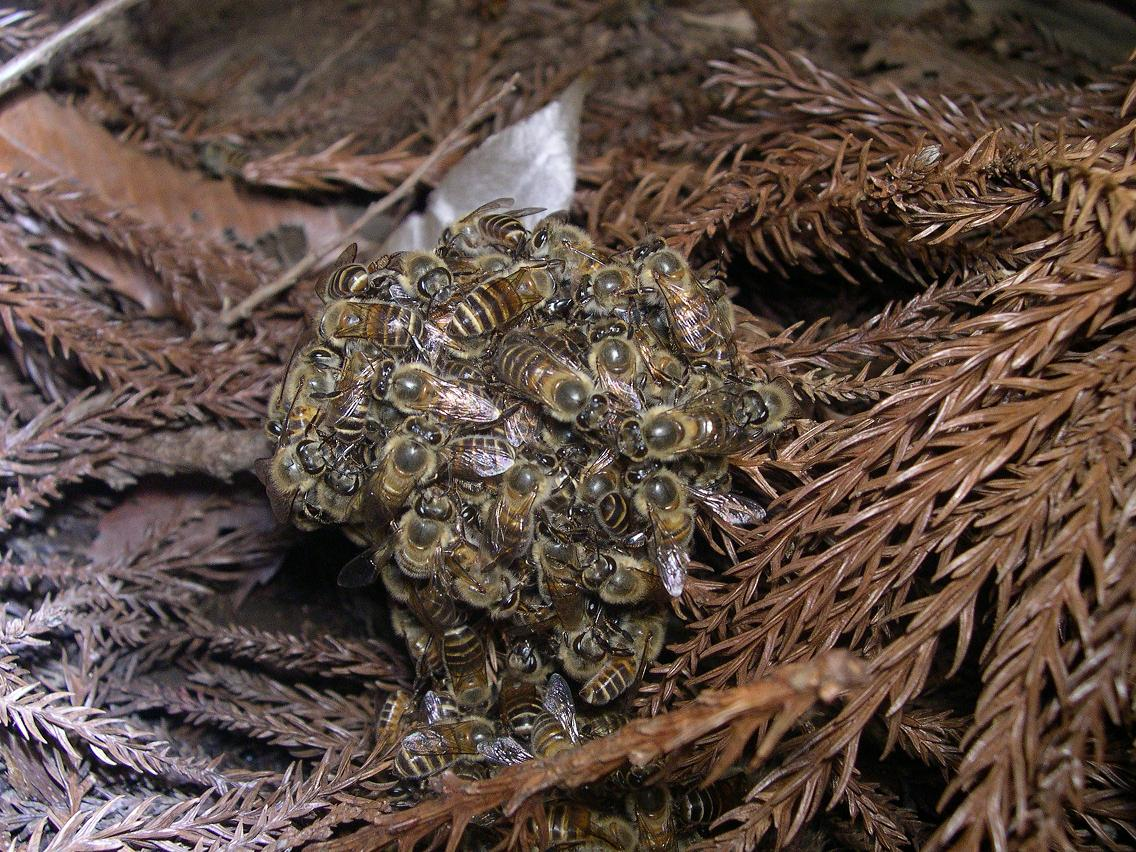
Bienen der A. cerana bilden eine Kugel um angreifende Hornissen und töten sie durch kurzzeitiges Aufheizen auf über 45 °C